# Spaceshift
Spaceshift (Originaltitel: Waxwork II: Lost in Time) ist eine US-amerikanische Horrorkomödie von Anthony Hickox aus dem Jahr 1992. Der Film ist eine Fortsetzung zum Film Reise zurück in der Zeit aus dem Jahr 1988.

## Handlung
Die Handlung setzt direkt nach dem ersten Teil ein: Mark Loftmore und Sarah Brightman entkommen aus dem brennenden Wachsfigurenkabinett. Brightmans Vater wird von einer abgetrennten Hand getötet, die aus dem Wachsfigurenkabinett entkommen konnte. Sarah wird angeklagt, ihren Vater getötet zu haben. Vor der Verurteilung kann Mark sie aus dem Gerichtssaal befreien.
Loftmore und Brightman finden im Haus von Sir Wilfred den Kompass Cartagrion, mit dem sie durch Zeit reisen können, um Beweise für Sarahs Unschuld zu finden. Sie landen zunächst im Labor von Frankenstein. Mark und Sarah spielen dort Rollen aus der Vorlage. Mark kann Sarah aus den Klauen Baron von Frankensteins befreien, doch bei einem erneuten Zeitsprung werden die beiden getrennt. Während Mark in einem alten Schwarzweiß-Spukhausfilm (Anspielung auf Bis das Blut gefriert) landet, muss Sarah die Rolle von Ripley in einer Art Aliens – Die Rückkehr übernehmen. Mark kann die Vorgänge im Spukhaus aufklären und erhält so die Möglichkeit zu Sarah zu reisen. Diese befreit er gerade noch aus den Klauen eines Aliens.
Die beiden landen im Mittelalter, wo Sarah von dem bösen Schwarzmagier Scarabis entführt wird. Dieser plant den König von England zu töten und dessen Platz einzunehmen. Mark wird bei dem Versuch Sarah zu befreien gefangen genommen und in den Kerker gesteckt. Dort offenbart ihm Sir Wilfred in Gestalt eines Raben, dass er in einer fremden Dimension gefangen sei, wo der immerwährende Kampf zwischen Gut und Böse stattfindet. Gott habe ihn scheinbar als seinen Zeitkrieger ausgewählt. Nachdem Sir Wilfred Mark befreit hat, stellt er ihm einen neuen Kompass zur Verfügung, mit dem er zurück auf die Erde gelangen könnte.
Mark befreit den König von England und stellt sich in einem letzten Kampf Scarabis. Dieser Kampf führt durch mehrere Dimensionen, unter anderem zu Dr. Jekyll, Jack the Ripper, in den Stummfilm Nosferatu – Eine Symphonie des Grauens  und zu Godzilla. In einer an die Kaufhaus-Szene aus Zombie angelehnten Umgebung gelingt es Mark eine zombiefizierte Hand zu entwenden. Zurück in der Ausgangsdimension gelingt es ihm Scarabis zu töten. Sarah und Mark wollen nun zurück in ihre Dimension, doch das Loch ist nicht groß genug für beide. Mark schickt Sarah alleine zurück. Mit der Hand gelingt es ihr, ihre Unschuld zu beweisen. Nach ihrem Freispruch bekommt sie über einen Boten von Mark den Kompass ausgehändigt und beabsichtigt, zu ihm zurückzukehren.

## Hintergrund
Ein Problem stellte die Hauptdarstellerin des Films dar. Da der Film nahtlos an den ersten Teil anknüpfen sollte, hatte Hickox vor, die beiden Hauptdarsteller Zach Galligan und Deborah Foreman zu verpflichten. Jedoch hatte er sich gerade von Foreman getrennt, mit der er seit Waxworks eine Beziehung hatte und sie weigerte sich bei dem Film mitzumachen. Hickox besetzte schließlich Monika Schnarre als Sarah Brightman, die jedoch Foreman überhaupt nicht ähnlich sah.
Hickox hatte jedoch ein gutes Händchem bei der Auswahl seiner Gaststars, so sind neben einer jungen Drew Barrymore auch David Carradine, Martin Kemp (Musiker von Spandau Ballet), Michael Des Barres (Songwriter für unter anderem Kiss und Don Johnson), Frank Zagarino und Alexander Gudonov zu sehen. Mit Bruce Campbell, Patrick Macnee, George Flowers und Regisseur Sam Raimi sind ebenfalls alte Weggefährten von Hickox zu sehen.
Neben den bereits im Unterpunkt Handlung erwähnten Anspielungen auf populäre Horrorfilme und -stoffe lassen sich ebenso Anspielungen auf Alice hinter den Spiegeln finden. Neben einem Eingangszitat basieren zwei Rätsel der Handlung auf Zitaten aus dem Werk von Lewis Carroll.

## Veröffentlichung
Die Weltpremiere des Films erfolgte im März 1992 auf dem Brussels International Festival of Fantasy Films in Brüssel. In den meisten Ländern, darunter in den USA und in Deutschland, wurde er auf Video veröffentlicht. In Japan und in Spanien fanden Kinovorführungen statt.
Die deutsche VHS-Fassung wurde 1992 ungekürzt unter dem Titel Spaceshift von Empire Video veröffentlicht. In der deutschen Titelgebung gab es zu dieser Zeit keinen Verweis auf den Vorgänger, erst später wurde der Film unter dem Originaltitel veröffentlicht. Zu Beginn des Films sind einige Splatter-Szenen aus dem Vorgänger zu sehen. Diese Szenen waren in der deutschen Erstversion von Reise zurück in der Zeit nicht zu sehen, da sie aus dem Film herausgeschnitten wurden. Der Film lief mehrmals auf dem TV-Sender Pro 7 in einer ab 12 Jahren freigegebenen Fassung, die um alle blutigen Szenen gekürzt wurde.

## Kritiken
Georg Seeßlen beschrieb den Film in seinem Buch Drew Barrymore als ein „Zappen durch die Geschichte des Horrorfilms“. Einige Szenen seien in „nostalgischem“ Schwarzweiß gedreht.

„Grob inszeniertes Sammelsurium von Horror-Motiven, das sich, zumindest in der langen Fassung, auf die Anhäufung möglichst ekliger Brutal- und Mutationseffekte verläßt.“